# Bryobia eharai
Bryobia eharai är en spindeldjursart som beskrevs av Pritchard och Hartford Hammond Keifer 1958. Bryobia eharai ingår i släktet Bryobia och familjen Tetranychidae. Inga underarter finns listade.